# Komitat Bistritz-Naszod
Das Komitat Beszterce-Naszód, auch Komitat Bistritz-Naszod genannt (deutsch auch Komitat Bistritz-Nassod; ungarisch Beszterce-Naszód vármegye, rumänisch Comitatul Bistrița-Năsăud), war eine Verwaltungseinheit im Osten des Königreichs Ungarn. Verwaltungssitz war Beszterce.
Heute liegt das Gebiet im nordöstlichen Siebenbürgen in Rumänien.

## Geographie

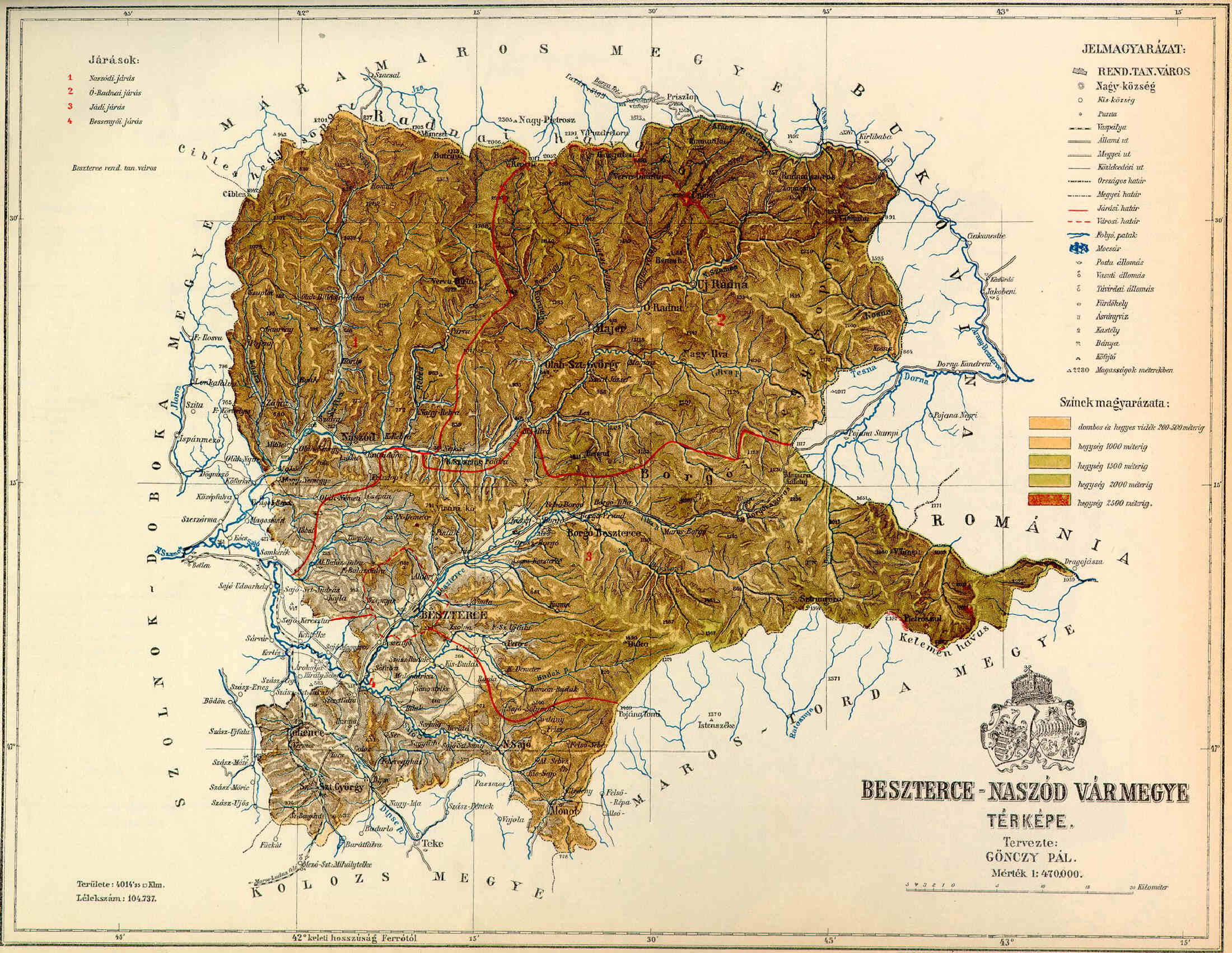
Karte des Komitats Bistritz-Naszod um 1890

Es grenzte an die Komitate Máramaros, Maros-Torda, Klausenburg (Kolozs) und Szolnok-Doboka sowie im Nordosten an das österreichische Kronland Bukowina sowie auf einem kurzen Stück im Südosten an das Königreich Rumänien.
Das gesamte Komitat ist durch seine Lage in den Karpaten sehr gebirgig, durch das Gebiet fließt der Große Somesch (heute rumänisch Someș) mit seinen Nebenflüssen. Bedingt durch die ungünstige Lage im Gebirge war das Land nicht sonderlich fruchtbar, die Einwohner lebten hauptsächlich von der Waldwirtschaft und dem Bergbau.

## Geschichte
Das Komitat Bistritz-Naszod entstand durch die Komitatsreform 1876 aus dem bis dahin bestehenden Bistritzer Distrikt im Autonomiegebiet der Nationsuniversität der Siebenbürger Sachsen, dem seit 1861 bestehenden Distrikt Naszod sowie einem kleinen Teil des ehemaligen Komitats Doboka.
Nach dem Ende des Ersten Weltkriegs 1920 kam das Gebiet infolge des Vertrags von Trianon zu Rumänien und liegt heute im Kreis Bistrița-Năsăud. Durch den Zweiten Wiener Schiedsspruch lag das Komitat ab 1940 für wenige Jahre erneut in Ungarn.

## Bezirksunterteilung

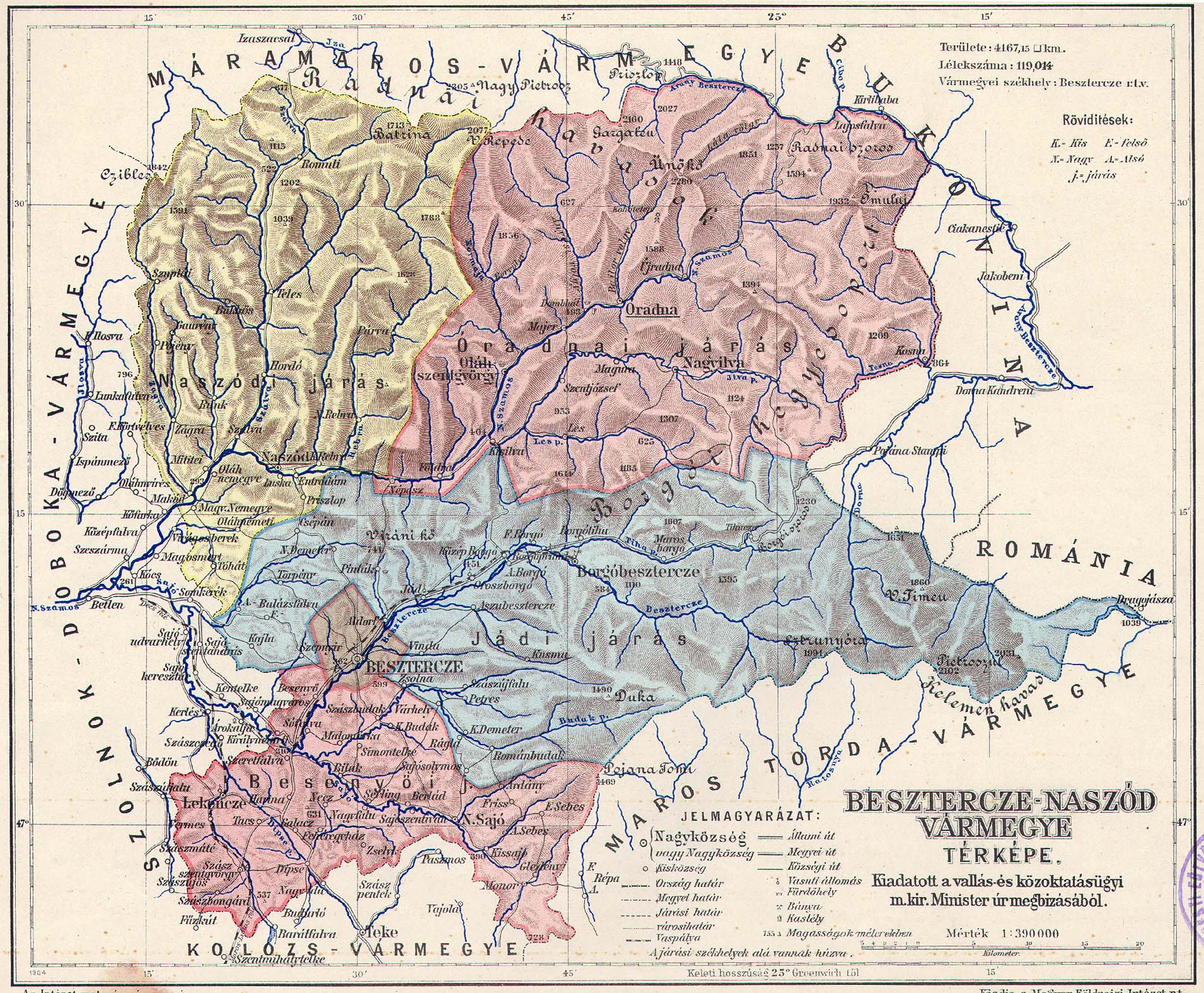
Administrative Karte

Das Komitat bestand im frühen 20. Jahrhundert aus folgenden Stuhlbezirken (nach dem Namen des Verwaltungssitzes benannt):
| Stuhlbezirke (járások)                | Stuhlbezirke (járások)    |
| Stuhlbezirk                           | Verwaltungssitz           |
| ------------------------------------- | ------------------------- |
| Besenyő, heute Viișoara               | Beszterce, heute Bistrița |
| Jád, heute Livezile                   | Beszterce, heute Bistrița |
| Naszód                                | Naszód, heute Năsăud      |
| Óradna                                | Óradna, heute Rodna       |
| Stadtbezirk (rendezett tanácsú város) |                           |
| Beszterce, heute Bistrița             |                           |

Alle Orte liegen im heutigen Rumänien.